# Nanche Shuiku
Nanche Shuiku (kinesiska: 南车水库) är en reservoar i Kina. Den ligger i provinsen Jiangxi, i den sydöstra delen av landet, omkring 250 kilometer sydväst om provinshuvudstaden Nanchang. Nanche Shuiku ligger 218 meter över havet. I omgivningarna runt Nanche Shuiku växer i huvudsak blandskog.
Genomsnittlig årsnederbörd är 1 972 millimeter. Den regnigaste månaden är maj, med i genomsnitt 316 mm nederbörd, och den torraste är oktober, med 32 mm nederbörd.